# Зуев, Фёдор Андреевич
Фёдор Андреевич Зуев (1 марта 1900 года, Москва — 28 сентября 1965 года, там же) — советский военный деятель, генерал-майор (14 октября 1942 года).

## Начальная биография
Фёдор Андреевич Зуев родился 1 марта 1900 года в Москве.

## Военная служба

### Гражданская война
В январе 1919 года призван в ряды РККА и назначен адъютантом 3-го Новгород-Северского стрелкового полка (1-я Украинская дивизия), а в апреле направлен на учёбу на курсы военной газотехники, после окончания которых в июле того же года назначен на должность адъютанта 7-го Новгород-Северского стрелкового полка, а затем — на должность командира батальона 394-го Новгород-Северского стрелкового полка в составе 44-й стрелковой дивизии, в феврале 1920 года преобразованного в 418-й стрелковый полк в составе 47-й стрелковой дивизии. Принимал участие в боевых действиях на Юго-Западном фронте против войск под командованием С. В. Петлюры в районе городов Коростень, Житомир, Шепетовка, Староконстантинов, Новоград-Волынский, Ровно, Дубно, затем — против войск под командованием А. И. Деникина на фастовском и черниговском направлениях, а во время советско-польской войны — в боевых действиях на мозырьском, новоград-волынском и оленевском направлениях.
В апреле 1920 года Зуев назначен на должность адъютанта 61-го стрелкового полка (7-я стрелковая дивизия), после чего принимал участие в боевых действиях в ходе Киевской операции, а затем наступлении войск Юго-Западного фронта на ковельском направлении.

### Межвоенное время
В ноябре 1920 года направлен на учёбу в Высшую школу штабной службы РККА, после окончания которых в 1921 году направлен на учёбу в Военную академию РККА, после окончания которой в августе 1924 года назначен на должность командира роты 151-го стрелкового полка (51-я Перекопская стрелковая дивизия), в июле 1925 года — на должность начальника курсов начсостава запаса Украинского военного округа, а в августе — на должность начальника оперативной части штаба 25-й Чапаевской стрелковой дивизии. В октябре того же года Зуев был прикомандирован к 4-му Управлению Штаба РККА и вскоре был назначен на должность начальника оперативной части штаба 8-го стрелкового корпуса.
В мае 1927 года назначен на должность помощника начальника отдела 1-го управления, в июле 1929 года — на должность помощника начальника отдела Управления боевой подготовки Штаба РККА, в ноябре 1931 года — на должность командира и комиссара 2-го стрелкового полка (Московская Пролетарская стрелковая дивизия), а в январе 1934 года — на должность начальника штаба Коростеньского укреплённого района.
В октябре 1936 года направлен на учёбу в Академию Генштаба РККА, после окончания которой в августе 1938 года назначен на должность ассистента кафедры тактики при Артиллерийской академии имени Ф. Э. Дзержинского, а в январе 1941 года — на должность заместителя начальника штаба Архангельского военного округа по организационно-мобилизационным вопросам.

### Великая Отечественная война
В июне 1941 года назначен на должность заместителя начальника штаба 28-й армии, которая в июле была включена в состав Западного фронта и затем принимала участие в боевых действиях в ходе Смоленского сражения. В августе назначен на должность заместителя начальника штаба 43-й армии, а в октябре — на должность заместителя начальника штаба 60-й армии, в декабре преобразованной в 3-ю ударную и затем принимавшей участие в боевых действиях в ходе битвы под Москвой.
В августе 1942 года назначен на должность командира 33-й стрелковой дивизии, которая вскоре принимала участие в боевых действиях в ходе Великолукской операции, а также в освобождении города Великие Луки.
В мае 1943 года назначен на должность начальника штаба 3-й ударной армии и вскоре участвовал в подготовке Невельской операции, а в октябре того же года — на должность командира 79-го стрелкового корпуса, который вскоре принимал участие в боевых действиях в ходе Ленинградско-Новгородской наступательной операции.
В связи с недостаточно добросовестным отношением к выполнению служебных обязанностей в мае 1944 года генерал-майор Зуев был освобождён от занимаемой должности и в июле того же года назначен на должность старшего преподавателя кафедры общей тактики Военной академии имени М. В. Фрунзе.

### Послевоенная карьера

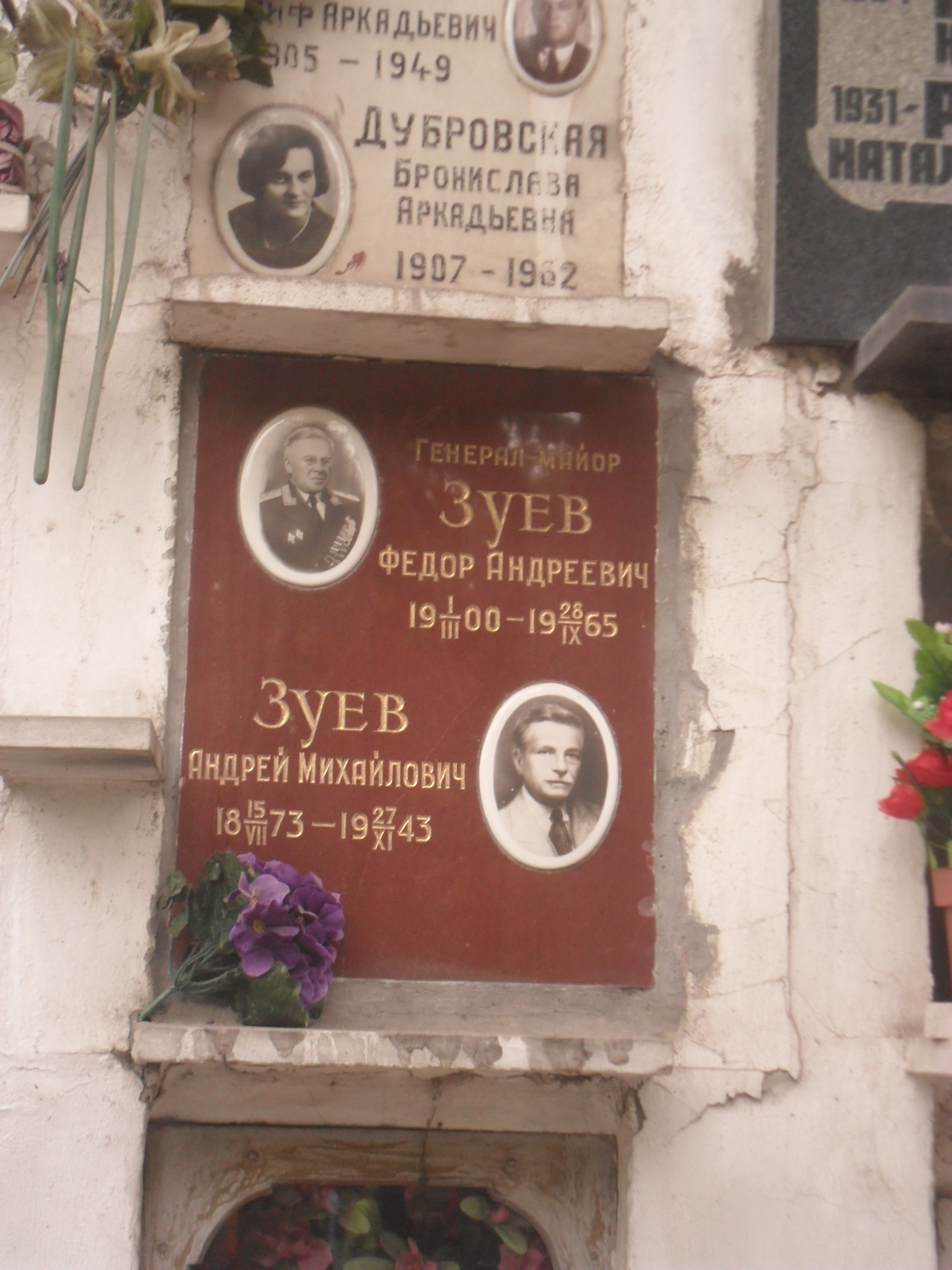
Плита колумбария Зуева на Новодевичьем кладбище Москвы.

После окончания войны находился на прежней должности. В ноябре 1945 года назначен на должность старшего преподавателя кафедры оперативного искусства, в мае 1947 года — на должность старшего преподавателя по оперативно-тактической подготовке — руководителя учебной группы основного факультета академии.
В июле 1949 года назначен на должность начальника кафедры общей тактики и оперативной подготовки Военно-инженерной академии имени В. В. Куйбышева, а в феврале 1951 года — на должность заместителя начальника штаба Таврического военного округа по организационно-мобилизационным вопросам.
Генерал-майор Фёдор Андреевич Зуев в январе 1956 года вышел в отставку. Умер 28 сентября 1965 года в Москве. Похоронен на Новодевичьем кладбище.

## Награды
- Орден Ленина;
- Три ордена Красного Знамени;
- Медали.